# Lisa Frankenstein
Lisa Frankenstein är en amerikansk romantisk skräck-komedifilm från 2024. Filmen är regisserad av Zelda Williams och filmens manus har skrivits av Diablo Cody. Den hade premiär i USA den 9 februari 2024.

## Handling
Filmen kretsar kring en missförstådd tonåring (Kathryn Newton) och hennes high school-förälskelse (Cole Sprouse), som är ett stiligt lik.

## Rollista (i urval)
- Kathryn Newton – Lisa Swallows
- Cole Sprouse – The Creature
- Liza Soberano – Taffy
- Henry Eikenberry – Michael Trent
- Joe Chrest – Dale Swallows
- Carla Gugino – Janet Swallows